# Louis Trimble
Louis Preston Trimble (geboren am 2. März 1917 in Seattle, Washington; gestorben am 9. März 1988 in Newton Abbot, Devon) war ein US-amerikanischer Wildwest-, Krimi- und Science-Fiction-Autor, der auch als Gerry Traver und Stuart Brock veröffentlichte.

## Leben
Trimble war der Sohn des Künstlers Charles Louis Trimble und von Rose Alice Trimble, geborene Potter.
Er arbeitete von 1946 bis 1947 als Lehrer für Englisch an einer High School in Bonners Ferry, Idaho.
Er studierte am Eastern Washington State College, wo er 1953 mit dem Master abschloss, außerdem an der University of Washington und der University of Pennsylvania unter anderem Linguistik. Ab 1956 war Trimble Dozent und ab 1976 Professor für humanistisch-sozialwissenschaftliche Studien an der University of Washington.
Nach seiner Pensionierung lebte er in England.
Trimble verfasste rund 70 Romane, zumeist Wildwestabenteuer und Krimis, sowie einige Bücher zu Themen der Englischpädagogik, technisch-wissenschaftliches und Wirtschaftsenglisch. In den Jahren von 1968 bis 1974 schrieb er sechs Science-Fiction-Romane, angesiedelt auf fremden Planeten in einer fernen Zukunft.
Trimble hatte 1938 Renee Eddy geheiratet und mit ihr eine Tochter (geboren 1939). Nach dem Tod seiner Frau 1951 hatte er 1952 die Bibliothekarin und Schriftstellerin Jacquelyn Whitney geheiratet. Nach der Scheidung von dieser heiratete er 1974 Mary Todd. 1988 ist Trimble im Alter von 71 Jahren gestorben.

## Bibliografie
Romane
- Fit to Kill (1941)
- Date for Murder (1942)
- Tarnished Love (1942, als Gerry Travis)
- Tragedy in Turquoise (1942)
- Design for Dying (1945)
- Murder Trouble (1949)
- Give Up the Body (1946)
- You Can't Kill a Corpse (1946)
- Death Is My Lover (1948, als Stuart Brock)
- Just Around the Coroner (1948, als Stuart Brock)
- Valley of Violence (1948)
- The Case of the Blank Cartridge (1949)
- Railtown Sheriff (1949, als Stuart Brock)
  - Deutsch: Der Revolver-Marshal : Western-Roman. Übersetzt von Rolf O. Becker. Pabel-Taschenbuch #159, 1964.
- The Tide Can't Wait (1949)
- Gunsmoke Justice (1950)
- Blonds Are Skin Deep (1950)
- Gaptown Law (1950)
- Fighting Cowman (1952)
- Bring Back Her Body (1953, als Stuart Brock)
  - Deutsch: Das Mördersyndikat. Pabel-Kriminal-Romane #39, 1958.
- Crossfire (1953)
- Bullets on Bunchgrass (1954)
- Double-Cross Ranch (1954, als Stuart Brock)
- Action at Boundary Peak (1955, als Stuart Brock)
- Whispering Canyon (1955, als Stuart Brock)
- Forbidden Range (1956, als Stuart Brock)
- Killer’s Choice (1956, als Stuart Brock)
- A Lovely Mask for Murder (1956, als Gerry Travis)
- Stab in the Dark (1956)
- The Virgin Victim (1956)
- The Big Bite (1957, als Gerry Travis)
- Nothing to Lose But My Life (1957)
- Mountain Ambush (1958)
- The Smell of Trouble (1958)
- Cargo for the Styx (1959)
- The Corpse Without a Country (1959)
- Obit Deferred (1959)
- Til Death Do Us Part (1959)
- The Duchess of Skid Row (1960)
- Girl on a Slay Ride (1960)
- Love Me and Die (1960)
- Deadman and Canyon (1961)
- Montana Gun (1961)
- The Surfside Caper (1961)
- Siege at High Meadow (1962)
- The Dead and the Deadly (1963)
- The Man from Colorado (1963)
- Wild Horse Range (1963)
  - Deutsch: Der Wildpferdjäger : Wildwestroman. Balowa, Balve i. W. 1955. Auch als: Mustangs : Western-Roman. Übersetzt von Rolf O. Becker. Pabel-Taschenbuch #157, 1964.
- Trouble at Gunsight (1964)
- The Desperate Deputy of Cougar Hill (1965)
- The Holdout in the Diablos (1965)
  - Deutsch: Der Tod von Arroyo Verde : Western-Roman. Übersetzt von H. V. Nichau. Moewig-Westerntaschenbücher #13, 1966.
- Showdown in the Cayuse (1966)
- Standoff at Massacre Buttes (1967)
- Marshal of Sangaree (1968)
- West to the Pecos (1968)
- Anthropol (1968)
- The Noblest Experiment in the Galaxy (1970)
  - Deutsch: Die Beste aller Welten. Übersetzt von Hans Maeter. Bildschriftenverlag, Alsdorf 1972, ISBN 3-7768-0002-X.
- Guardians of the Gate (1972, mit Jacquelyn Trimble)
- The City Machine (1972)
  - Deutsch: Die Stadtmaschine. Übersetzt von Lore Strassl. Bastei Lübbe Science Fiction #21049, 1974, ISBN 3-404-04901-2.
- The Wandering Variables (1972)
- The Bodelan Way (1974)
- The Hostile Peaks (1969)
- Trouble Valley (1970)
- The Lonesome Mountains (1970)
- The Ragbag Army (1971)

Deutsche Ausgaben:
- als Stuart Brock: Mord nach Wahl. Lehning, 1958.
- Ein Platz in der Hölle. Pabel (para Kriminal-Roman #61), 1965.
- Der Tod wartet auf dich! Pabel-Wildwest-Romane #452, 1965.
- Ein Mann am Abgrund. Pabel-Wildwest-Romane #509, 1966.

Sachliteratur
- Working Papers in English for Science and Technology (1972, mit Robert Bley-Vroman und Larry Selinker)
- New Horizons: A Reader in Scientific and Technical English (1975)
- Course Materials for Non-Native Speakers Planning to Enter U.S. Universities to Study Science or Technology (1977, mit Mary Todd Trimble)
- English for Multinational Business (1978, mit Mary Todd Trimble)
- English for Science and Technology: A Discourse Approach (1985)

als Herausgeber:
- English for Specific Purposes: Scientific and Technical English (1978, mit Karl Drobnic und Mary Todd Trimble)